# آنا کاکرل
آنا کاکرل (انگلیسی: Anna Cockrell; ۲۸ اوت ۱۹۹۷) دونده زن دو با مانع اهل ایالات متحده آمریکا است.